# Retinale ganglioncel

Netvlies: Bi: Retina bipolaire cellen in geel, G: Ganglioncel, R: Staafjes, C: Kegeltjes, H: Horizontale cel, OPL: Buitenste plexiforme laag, IPL: Binnenste plexiforme laag, INL: Binnenste granulaire laag.

Een retinale ganglioncel is een speciaal type zenuwcel dat zich in de binnenste laag van het netvlies bevindt. Deze cellen ontvangen informatie van de staafjes en kegeltjes in de buitenste laag van het netvlies. Ze bewerken deze informatie en geven signalen door aan de hersenen. Sinds de jaren 1990 is bekend dat sommige retinale ganglioncellen, de zogenaamde lichtgevoelige ganglioncellen, ook zelf licht kunnen detecteren, zij het veel langzamer dan de andere typen lichtgevoelige cellen.